# Alfornelos
Alfornelos é uma localidade  portuguesa do Município da Amadora que foi sede da extinta Freguesia de Alfornelos, freguesia que tinha 0,85 km² de área e 10 439 habitantes (2011), e, por isso, uma densidade populacional de 12 281,2 hab/km².
A Freguesia de Alfornelos foi extinta em 2013, no âmbito de uma reforma administrativa nacional, tendo sido agregada à Freguesia de Brandoa para formar uma nova freguesia denominada Encosta do Sol.
A Freguesia de Alfornelos fora criada em 12 de julho de 1997, por desanexação da vizinha freguesia da Brandoa.

## População
| População da freguesia de Alfornelos | População da freguesia de Alfornelos | População da freguesia de Alfornelos | População da freguesia de Alfornelos | População da freguesia de Alfornelos | População da freguesia de Alfornelos | População da freguesia de Alfornelos | População da freguesia de Alfornelos | População da freguesia de Alfornelos | População da freguesia de Alfornelos | População da freguesia de Alfornelos | População da freguesia de Alfornelos | População da freguesia de Alfornelos | População da freguesia de Alfornelos | População da freguesia de Alfornelos |
| ------------------------------------ | ------------------------------------ | ------------------------------------ | ------------------------------------ | ------------------------------------ | ------------------------------------ | ------------------------------------ | ------------------------------------ | ------------------------------------ | ------------------------------------ | ------------------------------------ | ------------------------------------ | ------------------------------------ | ------------------------------------ | ------------------------------------ |
| 1864                                 | 1878                                 | 1890                                 | 1900                                 | 1911                                 | 1920                                 | 1930                                 | 1940                                 | 1950                                 | 1960                                 | 1970                                 | 1981                                 | 1991                                 | 2001                                 | 2011                                 |
|                                      |                                      |                                      |                                      |                                      |                                      |                                      |                                      |                                      |                                      |                                      |                                      |                                      | 14 305                               | 10 439                               |

Criada pela Lei 37/97  , de 12 de Julho, com lugares desanexados da freguesia da Brandoa

## Dados históricos
Citando o portal da autarquia, , O aparecimento do que viria a ser o seu primeiro núcleo urbano, deu-se provavelmente no início do século passado, com o nome de Casal de Alfornel, por substituição de quintas e terrenos de cultivo por casas para habitação. Essa sua implantação em mundo rural está, curiosamente, na origem do nome, o qual provém da expressão árabe Al-Forner, que significa forneiro – aquele que coze o pão.

## Descrição da área envolvente
Alfornelos é ladeado por duas colinas, uma a nascente (do lado da Pontinha, que pertence ao concelho de Odivelas), e do outro pela colina a noroeste, onde fica a Brandoa (Mapa do concelho da Amadora). Outro nome pelo qual é conhecida esta localidade é Colina do Sol, identificação dada pelo urbanizador. Fica, pois, na área limítrofe do concelho da Amadora, tendo uma estrada perto do concelho de Loures, e dispõe de um acesso principal a partir de Lisboa, onde foram construídas várias rotundas, na designada Estrada da Correia. Do lado norte já teve um acesso à A36, ou CRIL (Circular Regional Interna de Lisboa) que foi cortado, dada a vulnerabilidade de escoamento do trânsito no interior desta localidade. Actualmente conta com um novo acesso, na zona Este da povoação, por enquanto apenas no sentido Sul-Norte.
É possível vislumbrar um algomerado de casas precárias numa das colinas, situação que está quase resolvida.

## Informações diversas
Alfornelos é fundamentalmente um dormitório, palavra não muito nobre, mas que descreve com brevidade a função que esta parte da cidade da Amadora desempenha, dado situar-se muito próxima da capital de Portugal, Lisboa.
A maior parte das habitações é constituída por prédios altos (9, 10, e 12 andares), e tem uma minoria de prédios de 4 e 5 andares. Não há vivendas (construídas com autorização legal, a confirmar).
Possui esparsas zonas comerciais nas ruas principais, um Centro Comercial, e alguns cafés e pequenas mercearias.
O Centro Social Paroquial e respectiva igreja destacam-se no centro desta localidade.
Pode ser visualizada no Google a imagem de satélite desta localidade: , onde a Brandoa aparece no canto superior esquerdo, a igreja no centro (junto a uma das rotundas, e o lado sul da Pontinha no canto superior direito. Uma imagem mais aproximada está disponível no link: .
Tem por orago São Francisco de Assis.